# 七夕祭典 (手越增田)
「七夕祭典」為日本音樂組合－手越增田的第4張單曲。由傑尼斯娛樂發售。

## 解說
- 與前作「愛的小傘」相隔約1年1個月發行的單曲。
- 發行普通版・初回限定版2種版本。
- 初回限定版附有收錄PV+幕後花絮的DVD及4面8P的歌詞本。
- 普通版的歌詞本為3面6P。
- 此曲未收錄在同年7月15日發售的專輯《手越增田之歌》中。
- 日本、瑞典同時發售。

## 收錄曲

### 初回限定版
1. 七夕祭典
  - 作詞：RYOka、作曲：Anderz Wrethov, Elin Wrethov, Johan Bejerholm、編曲：Anderz Wrethov, Johan Bejerholm
2. 餞別
  - 作詞：、作曲：、編曲：知野芳彦
3. 七夕祭典（Original karaoke）

### 普通版
1. 七夕祭典
2. 餞別
3. 做自己
  - 作詞：nami, AZUKI、作曲：Fredrik Hult, Carl Utbult, Thomas Johnsson、編曲：Fredrik Hult, Carl Utbult、合音編曲：知野芳彦
4. 永不結束
  - 作詞：森内優希、作曲：川福克彌、編曲：知野芳彦

### 瑞典版
1. 七夕祭典
2. TADAIMA OKAERI
3. LA LA SAKURA